# Veronika Kudermétova
Veronika Kudermétova   (Kazan, 24 d'abril de 1997) és una tennista professional russa.
En el seu palmarès consten un títol individual i sis en dobles femenins del circuit WTA, que li van permetre arribar al novè i al segon lloc dels rànquings respectius. Entre els seus resultats destaca haver disputat una final de Grand Slam en dobles femenins a Wimbledon l'any 2021. Va formar part de l'equip rus de la Billie Jean King Cup que va guanyar el títol l'edició de 2020-2021 i també va disputar la final de consolació en la prova de dobles femenins dels Jocs Olímpics de Tòquio 2020, al costat de Ielena Vesninà.

## Biografia
El seu pare, Eduard Kudermétov, fou camió nacional rus d'hoquei sobre gel, i la seva germana petita Polina també és jugadora de tennis.
Es va casar amb el seu entrenador de tennis, Sergei Demekhine, l'any 2017, quan ella només tenia vint anys.

## Torneigs de Grand Slam

### Dobles femenins: 2 (1−1)
| Resultat   | Núm. | Any  | Torneig   | Parella        | Oponents                      | Marcador      |
| ---------- | ---- | ---- | --------- | -------------- | ----------------------------- | ------------- |
| Finalista  | 1.   | 2021 | Wimbledon | Ielena Vesninà | Hsieh Su-wei Elise Mertens    | 6−3, 5−7, 7−9 |
| Guanyadora | 1.   | 2025 | Wimbledon | Elise Mertens  | Hsieh Su-wei Jeļena Ostapenko | 3−6, 6−2, 6−4 |

## Palmarès

### Individual: 6 (1−5)
| Llegenda         |
| ---------------- |
| Grand Slam (0−0) |
| WTA Finals (0−0) |
| WTA 1000 (0−0)   |
| WTA 500 (1−2)    |
| WTA 250 (0−3)    |

| Títols per superfície |
| --------------------- |
| Dura (0−3)            |
| Gespa (0−1)           |
| Terra batuda (1−1)    |

| Resultat   | Núm. | Data                 | Torneig                         | Superfície   | Oponent               | Marcador         |
| ---------- | ---- | -------------------- | ------------------------------- | ------------ | --------------------- | ---------------- |
| Finalista  | 1.   | 13 de gener de 2021  | Abu Dhabi, Emirats Àrabs Units  | Dura         | Arina Sabalenka       | 2−6, 2−6         |
| Guanyadora | 1.   | 11 d'abril de 2021   | Charleston, Estats Units        | Terra batuda | Danka Kovinić         | 6−4, 6−2         |
| Finalista  | 2.   | 9 de gener de 2022   | Melbourne, Austràlia            | Dura         | Simona Halep          | 2−6, 3−6         |
| Finalista  | 3.   | 19 de febrer de 2022 | Dubai, Emirats Àrabs Units      | Dura         | Jeļena Ostapenko      | 0−6, 4−6         |
| Finalista  | 4.   | 24 d'abril de 2022   | Istanbul, Turquia               | Terra batuda | Anastassia Potàpova   | 3−6, 1−6         |
| Finalista  | 5.   | 18 de juny de 2023   | 's-Hertogenbosch, Països Baixos | Gespa        | Ekaterina Alexandrova | 6−4, 4−6, 6−7(3) |

### Dobles femenins: 20 (8−12)
| 2009 − 2020             | Després de 2021 |
| ----------------------- | --------------- |
| Grand Slam (1−1)        |                 |
| WTA Finals (1−0)        |                 |
| Premier Mandatory (0−0) | WTA 1000 (2−6)  |
| Premier 5 (1−0)         | WTA 1000 (2−6)  |
| Premier (0−1)           | WTA 500 (2−1)   |
| International (0−1)     | WTA 250 (1−2)   |

| Títols per superfície |
| --------------------- |
| Dura (5−4)            |
| Gespa (1−4)           |
| Terra batuda (2−4)    |

| Resultat   | Núm. | Data                   | Torneig                              | Superfície   | Parella                   | Oponents                              | Marcador              |
| ---------- | ---- | ---------------------- | ------------------------------------ | ------------ | ------------------------- | ------------------------------------- | --------------------- |
| Finalista  | 1.   | 7 d'abril de 2019      | Charleston, Estats Units             | Terra batuda | Irina Khromacheva         | A-L. Grönefeld Alicja Rosolska        | 6−7(7), 2−6           |
| Finalista  | 2.   | 14 d'abril de 2019     | Lugano, Suïssa                       | Terra batuda | Galina Voskobóieva        | Sorana Cîrstea Andreea Mitu           | 6−1, 2−6, [8−10]      |
| Guanyadora | 1.   | 28 de setembre de 2019 | Wuhan, Xina                          | Dura         | Duan Yingying             | Elise Mertens Arina Sabalenka         | 7−6(3), 6−2           |
| Guanyadora | 2.   | 25 d'abril de 2021     | Istanbul, Turquia                    | Dura         | Elise Mertens             | Nao Hibino Makoto Ninomiya            | 6−1, 6−1              |
| Finalista  | 3.   | 11 de juliol de 2021   | Wimbledon, Regne Unit                | Gespa        | Ielena Vesninà            | Hsieh Su-wei Elise Mertens            | 6−3, 5−7, 7−9         |
| Finalista  | 4.   | 17 d'octubre de 2021   | Indian Wells, Estats Units           | Dura         | Ielena Ribàkina           | Hsieh Su-wei Elise Mertens            | 6−7(1), 3−6           |
| Guanyadora | 3.   | 19 de febrer de 2022   | Dubai, Emirats Àrabs Units           | Dura         | Elise Mertens             | Liudmila Kitxenok Jeļena Ostapenko    | 6−1, 6−3              |
| Finalista  | 5.   | 26 de febrer de 2022   | Doha, Qatar                          | Dura         | Elise Mertens             | Coco Gauff Jessica Pegula             | 6−3, 5−7, [5−10]      |
| Finalista  | 6.   | 3 d'abril de 2022      | Miami, Estats Units                  | Dura         | Elise Mertens             | Laura Siegemund Vera Zvonariova       | 6−7(3), 5−7           |
| Guanyadora | 4.   | 15 de maig de 2022     | Roma, Itàlia                         | Terra batuda | Anastassia Pavliutxénkova | Gabriela Dabrowski Giuliana Olmos     | 1−6, 6−4, [10−7]      |
| Finalista  | 7.   | 12 de juny de 2022     | 's-Hertogenbosch, Països Baixos      | Gespa        | Elise Mertens             | Ellen Perez Tamara Zidanšek           | 3−6, 7−5, [10−12]     |
| Guanyadora | 5.   | 7 de novembre de 2022  | WTA Finals, Fort Worth, Estats Units | Dura         | Elise Mertens             | Barbora Krejčíková Kateřina Siniaková | 6−2, 4−6, [11−9]      |
| Guanyadora | 6.   | 25 de febrer de 2023   | Dubai (2)                            | Dura         | Liudmila Samsonova        | Chan Hao-ching Latisha Chan           | 6−4, 6−7(4), [10−1]   |
| Guanyadora | 7.   | 21 d'abril de 2024     | Stuttgart, Alemanya                  | Terra batuda | Chan Hao-ching            | Ulrikke Eikeri Ingrid Neel            | 4−6, 6−3, [10−2]      |
| Finalista  | 8.   | 23 de juny de 2024     | Berlín, Alemanya                     | Gespa        | Chan Hao-ching            | Wang Xinyu Zheng Saisai               | 2−6, 5−7              |
| Finalista  | 9.   | 29 de juny de 2024     | Bad Homburg, Alemanya                | Gespa        | Chan Hao-ching            | N. Melichar-Martinez Ellen Perez      | 6−4, 3−6, [8−10]      |
| Finalista  | 10.  | 6 d'octubre de 2024    | Pequín, Xina                         | Dura         | Chan Hao-ching            | Sara Errani Jasmine Paolini           | 4−6, 4−6              |
| Finalista  | 11.  | 4 de maig de 2025      | Madrid, Espanya                      | Terra batuda | Elise Mertens             | Sorana Cîrstea Anna Kalinskaya        | 7−6(10), 2−6, [10−12] |
| Finalista  | 12.  | 18 de maig de 2025     | Roma                                 | Terra batuda | Elise Mertens             | Sara Errani Jasmine Paolini           | 4−6, 2−6              |
| Guanyadora | 8.   | 13 de juliol de 2025   | Wimbledon                            | Gespa        | Elise Mertens             | Hsieh Su-wei Jeļena Ostapenko         | 3−6, 6−2, 6−4         |

### Equips: 1 (1−0)
| Resultat   | Núm. | Data                  | Torneig                              | Superfície | Equip                                                                       | Oponents                                                       | Marcador |
| ---------- | ---- | --------------------- | ------------------------------------ | ---------- | --------------------------------------------------------------------------- | -------------------------------------------------------------- | -------- |
| Guanyadora | 1.   | 6 de novembre de 2021 | Billie Jean King Cup, Praga, Txèquia | Dura (i)   | Ekaterina Alexandrova Dària Kassàtkina A. Pavliutxénkova Liudmila Samsonova | Belinda Bencic Viktorija Golubic Jil Teichmann Stefanie Vögele | 2−0      |

## Trajectòria

### Individual
| Open d'Austràlia | Q1          | A           | 1R          | 1R          | 3R          | 3R          | 2R | 1R | 0 / 6    | 5 – 6    |
| Roland Garros | Q2          | Q3          | 3R          | 2R          | 2R          | QF          | 1R | 1R | 0 / 6    | 8 – 6    |
| Wimbledon | Q1          | Q2          | 2R          | NC          | 1R          | A           | 2R |    | 0 / 3    | 2 – 3    |
| US Open | Q1          | Q2          | 1R          | 1R          | 1R          | 4R          | 1R |    | 0 / 6    | 3 – 6    |
| Jocs Olímpics | No celebrat | No celebrat | No celebrat | No celebrat | 1R          | NC          | NC |    | 0 / 1    | 0 – 1    |
| WTA Elite Trophy | A           | A           | A           | No celebrat | No celebrat | No celebrat | RR |    | 0 / 1    | 1 – 1    |
| Total Victòries−Derrotes | 0−0         | 6−5         | 27−20       | 12−14       | 33−24       | 37−19       |    |    | 125 – 91 | 125 – 91 |
| Rànquing a final d'any | 257         | 115         | 41          | 46          | 31          | 9           |    |    |          |          |
| Llegenda: G: Guanyadora; F: Finalista; SF: Semifinalista; QF: Quarts de final; Q: Qualificació; A: Absent; RR: Round Robin; |             |             |             |             |             |             |    |    |          |          |

### Dobles femenins
| Open d'Austràlia | A   | A           | 1R          | 2R          | 3R          | 1R          | SF          | 1R | 2R | 0 / 7    | 8 – 7    |
| Roland Garros | A   | 1R          | 1R          | 1R          | 3R          | 1R          | 3R          | QF |    | 0 / 7    | 7 – 7    |
| Wimbledon | A   | 2R          | 2R          | 1R          | NC          | F           | A           |    |    | 0 / 4    | 7 – 4    |
| US Open | A   | 1R          | 1R          | 1R          | SF          | 3R          | 2R          | 2R |    | 0 / 7    | 8 – 6    |
| Jocs Olímpics | A   | No celebrat | No celebrat | No celebrat | No celebrat | 4a          | NC          | NC |    | 0 / 1    | 3 – 2    |
| WTA Finals | A   | A           | A           | A           | NC          | A           | G           | A  |    | 1 / 1    | 5 – 0    |
| WTA Elite Trophy | A   | A           | A           | A           | No celebrat | No celebrat | No celebrat | G  |    | 1 / 1    | 3 – 0    |
| Total Victòries−Derrotes | 4−3 | 7−9         | 11−17       | 20−18       | 14−9        | 40−18       | 38−10       |    |    | 141 – 88 | 141 – 88 |
| Rànquing a final d'any | 107 | 58          | 64          | 25          | 24          | 14          | 2           |    |    |          |          |
| Llegenda: G: Guanyadora; F: Finalista; SF: Semifinalista; QF: Quarts de final; Q: Qualificació; A: Absent; RR: Round Robin; |     |             |             |             |             |             |             |    |    |          |          |